# Conidiascus paradoxus
Conidiascus paradoxus är en svampart som beskrevs av Carl Holtermann 1898. Conidiascus paradoxus ingår i släktet Conidiascus, klassen Saccharomycetes, divisionen sporsäcksvampar och riket svampar.   Inga underarter finns listade i Catalogue of Life.